# Musée canadien des enfants
Le Musée canadien des enfants (MCE) est un musée conçu spécialement pour les enfants, situé dans le Musée canadien de l'histoire, à Gatineau, au Québec. Le MCE est l'un des musées les plus populaires du pays, en attirant environ 500 000 visiteurs annuellement. Il est aussi le plus grand centre d'exposition au Canada (3 000 m2) conçu spécialement pour les enfants (jusqu'à quatorze ans) et leurs accompagnateurs adultes. La majeure partie de l'espace est consacrée à l'exposition permanente, appelé « La grande aventure ». Le MCE présente aussi des expositions spéciales organisées en interne ou en partenariat avec d'autres institutions.
Le Musée canadien des enfants est gérée par le Musée canadien de l'histoire, une société d'État qui est responsable aussi pour le Musée canadien de l'histoire, le Musée canadien de la guerre, et le Musée virtuel de la Nouvelle France.

## La grande aventure
Le musée décrit son exposition permanente : « La grande aventure » ; comme un voyage interactif et interculturel de la découverte. Avec un passeport émis par le musée et une bonne imagination, les voyageurs peuvent visiter le Nigeria, le Japon, l'Inde, le Mexique et l'Indonésie, parmi d'autres destinations internationales. Ils peuvent visiter un café, se promener dans un bazar, marcher dans le désert et aider à décharger un navire de chargement. Ils peuvent aussi monter dans un autobus pakistanais très décoré, ce qui est probablement l'artefact le plus aimé du musée. Le MCE déclare avoir pour objectif de fournir un environnement amusant dans lequel les enfants peuvent apprendre du monde et de la diversité culturelle de ses peuples.

## Collections
Le Musée des enfants compte une collection permanente de plus de 15 000 articles utilisés ou exposés dans ses programmes et ses expositions. Ces articles incluent des jouets, des jeux, des vêtements, des pièces d'art, et d'autres objets des pays du monde qui peuvent aider les enfants à apprendre du monde et de sa diversité culturelle.

## Affiliations
Le Musée est affilié avec : l'Association des musées canadiens, le Réseau canadien d'information sur le patrimoine, et le Musée virtuel du Canada. Le MCE est un membre de l'Association des musées des enfants et le seul membre canadien de la Youth Museums Exhibit Collaborative.

## Histoire
Le Musée des enfants fut ouvert en 1989 lorsque le Musée canadien des civilisations déménageait à son nouvel emplacement, sur la rive nord de la rivière des Outaouais. Le MCE s'est étendu deux fois depuis cette période, la première fois en 1994 et encore en 2007. À la fin de juillet 2007, le musée avait déjà accueilli plus de huit millions de visiteurs.